# Flint, Michigan
Flint este un oraș și sediul comitatului Genesee, statul Michigan, Statele Unite ale Americii.
Orașul, care se află la altitudinea de 229 m deasupra n.m., ocupă o suprafață de 88,2 km², dintre care 87,1 km² este uscat. Flint, care avea în 2004, 119.716 locuitori, se află pe cursul râului omonim, Flint, la circa 95 km nord-vest de Detroit. Michigan.
Orașul a fost timp îndelungat centrul concernului General Motors. Între anii 1980 și 1990, ponderea principală a producției concernului a fost mutat în străinătate. Acest lucru a atras după sine creșterea ratei șomajului în regiune. Astăzi 26 % din numărul locuitorilor orașului trăiesc sub limita sărăciei și 40 % din clădiri sunt goale.

## Personalități născute aici
- Chris Byrd (n. 1970), pugilist;
- Seamus Dever (n. 1976), actor.